# Chybotek

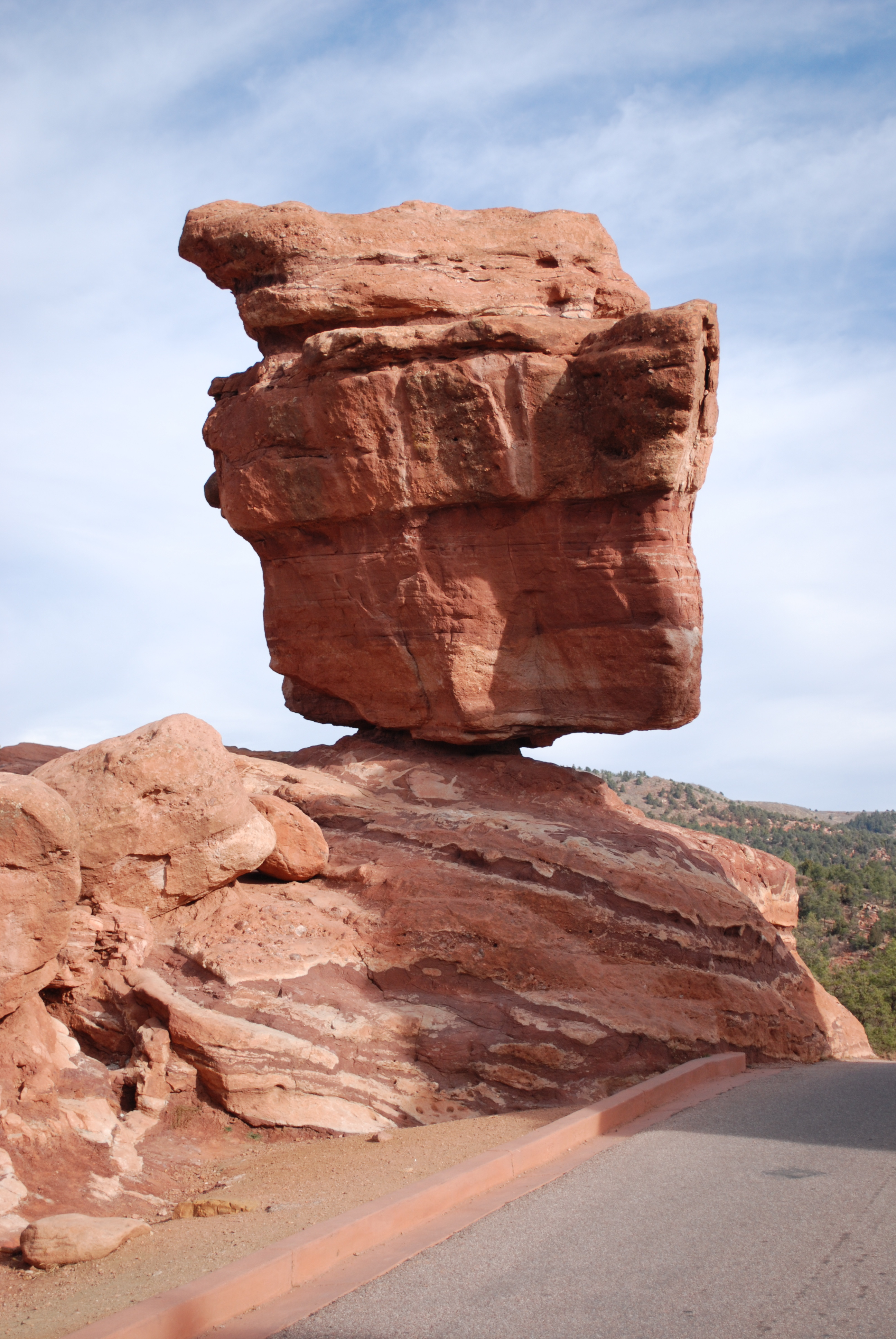
Chybotek w parku Garden of the Gods w Kolorado

Chybotek – blok skalny, którego powierzchnia styku z podłożem jest o wiele mniejsza niż ta w najszerszym miejscu, tak zrównoważony, że możliwe jest wprawienie go w ruch wahadłowy w niewielkim zakresie np. przy użyciu siły ludzkiej. Powstaje w wyniku nierównomiernego wietrzenia, charakterystyczny dla skał granitowych – w Polsce występuje m.in. w Karkonoszach i Górach Izerskich.
Także nazwa własna – przykładowo:
- Chybotek – skała w Przesiece
- Chybotek – skała w Szklarskiej Porębie.